# Инглвуд (Охајо)
Инглвуд (енгл. Englewood) град је у америчкој савезној држави Охајо.

## Демографија
По попису из 2010. године број становника је 13.465, што је 1.23 (10,1%) становника више него 2000. године.
| Група             | 2000.          | 2010.          |
| Белци             | 11.256 (92,0%) | 11.010 (81,8%) |
| Афроамериканци    | 564 (4,6%)     | 1.742 (12,9%)  |
| Азијати           | 159 (1,3%)     | 216 (1,6%)     |
| Хиспаноамериканци | 106 (0,9%)     | 151 (1,1%)     |
| Укупно            | 12.235         | 13.465         |